# جيروم بواتينغ
جيروم أغينيم بواتينغ (بالألمانية: Jérôme Agyenim Boateng) (من مواليد (3 سبتمبر 1988 في برلين - ألمانيا الغربية) لاعب كرة قدم ألماني، يلعب حاليًا لصالح نادي أولمبيك ليون في الدوري الفرنسي. لعب سابقًا لصالح نادي الدرجة الأولى نادي بايرن ميونخ الألماني منذ 2011 حتى 2021 في مركز قلب الدفاع كما يجيد اللعب في مركز الظهير.

## مسيرته الكروية
لعب في بدايته لنادي تينيس بوروسيا برلين لكن بدايته الحقيقية كانت مع فريق العاصمة الألمانية هرتا برلين حيث إنضم للفريق في يوليو 2002 عندما كان في الثالثة عشر من عمره فقط سجل أول ظهور له على شاشات البوندزليجا في موسم 2007 عندما شارك مع الفريق أمام هانوفر خلال الأسبوع الـ 19 انتظم من بعدها في العديد من المباريات مع الفريق لكنه لم يستمر.
في هذه الفترة تفتحت زهور الموهبة عند اللاعب الصغير فلعب لمنتخبات ألمانيا المتعددة سواء منتخب تحت 19 أو 17 أو 16 عام وكان أبرز مشاركاته عندما استدعاه المدرب فرانك إينجل لصفوف منتخب ألمانيا تحت 19 عام المشارك في كأس الأمم الأوروبية 2007 في النمسا خلال الفترة ما بين 16 و 27 يوليو وسجل مشاركة متميزة.
انتقل بواتينج بعد موسم واحد قضاه في صفوف هرتا برلين حيث توجه لهامبورغ في صيف 2007 بعدما رفض التوقيع على عقد احترافي يربطه بهرتا برلين بسبب تمسك مسؤولي الهرتا بأن تكون فترة العقد 5 سنوات وهو ما يراه اللاعب على أنه شيء من الاحتكار ففضل الانتقال لهامبورغ في 22 أغسطس 2007 مقابل 1.1 مليون يورو دفعت لفريقه السابق هرتا برلين نظير حقوق رعاية اللاعب فقط.
على الصعيد الدولي عانى جيروم لكي يظفر بمركزه الحالي في المنتخب الألماني ويتوج معه بكأس العالم نسخه 2014 ، حيث كان لا يزال حديث العهد نوعاً ما بين صفوف المنتخب الألماني الأول، كما انه لم يشارك سوى في ثلاث مباريات بسبب هيمنة لاعبين كبار على مركزه في المنتخب الألماني أمثال فيليب لام ومارسيل يانسن وبير ميرتساكر وغيرهم في تلك الفترة، فكانت أول مشاركاته أمام المنتخب الروسي في 10 أكتوبر 2009 وطُرد اللاعب بعد حصوله على الإنذار الثاني.
في موسم 2010انتقل اللاعب إلى نادي مانشستر سيتي ولم يحظى على فرصته بالكامل فلعب 24 لقاءاً بين الاحتياط والاساسي، وفي موسم 2011/2012 انتقل من نادي مانشيستر سيتي الإنجليزي إلى بايرن ميونخ الألماني دون الكشف عن قيمة الصفقة بين الناديين في عقد يمتد ل 5 سنوات مع النادي البافاري بايرن ميونخ ليحقق فيما بعد الخماسيه التاريخيه لبايرن ميونخ تحت قياده يوب هاينكس .
بواتينج من أب غاني وأم ألمانية وكان عمه واحد من المدربين الذين مروا على تاريخ تدريب المنتخب الغاني في الفترة الأخيرة بالإضافة لأنه ينتسب لأخين غير شقيقين أكبر منه عمراً وهما كيفين برينس بواتينج وجورج، وكلاهما ينشطان كلاعبين لكرة القدم وخاصة الأول الذي يُعد من اللاعبين المشهورين جداً حيث سبق له اللعب لكل من توتنهام هوتسبر وبوروسيا دورتموند ونادي بورتسموث الذي هبط إلى دوري الدرجة الثانية الإنجليزي «الشامبيونشيب» ويلعب الآن في نادي برشلونة الأسباني بعد انتقاله شتاء موسم 2018/2019 على سبيل الاعاره من نادي ساسولو الإيطالي للنادي الاسباني، ويتميز أيضاً مثل جيروم بتعدد المراكز التي يُجيد اللعب بها.

## روابط خارجية
- جيروم بواتينغ على موقع الاتحاد الدولي (مؤرشف)  (الإنجليزية)
- جيروم بواتينغ على موقع الاتحاد الأوربي (الإنجليزية)
- جيروم بواتينغ على موقع إي إس بي إن إف سي (الإنجليزية)
- جيروم بواتينغ على موقع قاعدة بيانات كرة القدم.إي يو (الإنجليزية)
- جيروم بواتينغ على موقع بيانات كرة القدم. دي إي (الألمانية)
- جيروم بواتينغ على موقع ليكيب (الفرنسية)
- جيروم بواتينغ على موقع ناشيونال فوتبول تيمز (الإنجليزية)
- جيروم بواتينغ على موقع Soccerbase.com (لاعب) (الإنجليزية)
- جيروم بواتينغ على موقع Soccerway.com (الإنجليزية)
- جيروم بواتينغ على موقع عالم كرة القدم.نت (الإنجليزية)